# Francisco de Sousa Martins Neto
Francisco de Sousa Martins Neto, também conhecido como Francisco Martins, (Bertolínia, 12 de setembro de 1948) é um médico e político brasileiro, outrora deputado estadual pelo Piauí.

## Dados biográficos
Filho de Raimundo de Sousa Martins e Zuleica Santana Martins. Professor adjunto de obstetrícia no Centro de Ciências da Saúde da Universidade Federal do Piauí, foi titular da Superintendência Hospitalar do Estado do Piauí (SUHEPI) no governo Bona Medeiros e em 1992 foi nomeado presidente do Instituto de Assistência e Previdência do Estado do Piauí (IAPEP) pelo governador Freitas Neto. Eleito deputado estadual pelo PFL em 1994, figurou na suplência em 1998, sendo convocado a exercer o mandato após a nomeação de parlamentares para compor o secretariado do governador Hugo Napoleão em 2001.
Genro de Waldemar Macedo e cunhado de Francisco Macedo, assumiu a direção da Maternidade Evangelina Rosa em 2010, por nomeação do governador Wilson Martins.